# Alpha Librae
Alpha Librae (α Librae, viết tắt là Alpha Lib, α Lib), là một sao đôi quang học và mặc dù có ký hiệu là 'alpha', nó chỉ là ngôi sao sáng thứ hai trong chòm sao Thiên Bình. Hai ngôi sao tạo nên nó được đặt ký hiệu là α¹ Librae và α² Librae. Hai ngôi sao này mang cái tên truyền thống Zubenelgenubi, mặc dù Hiệp hội Thiên văn Quốc tế hiện tại coi như cái tên đó chỉ áp dụng cho α² Librae.
Alpha² Librae cách 0,33 độ từ hoàng đạo vậy nên nó có thể dễ dàng bị che khuất bởi Mặt trăng và (rất hiếm khi) bởi các hành tinh. Lần che khuất tiếp theo bởi một hành tinh sẽ là bởi Sao Thủy vào ngày 10 tháng 11 năm 2052.

## Thuộc tính
Alpha Librae cách Mặt trời 77 năm ánh sáng (24 parsec). Hai thành phần sáng nhất của Alpha Librae hình thành nên một sao đôi quang học cùng di chuyển trong không gian như một đôi bạn đồng hành chuyển động riêng. Thành viên sáng nhất, α2 Librae, bản thân nó lại là một hệ thống sao đôi. Thành viên thứ hai, α1 Librae, tách biệt khỏi hệ thống đầu tiên khoảng 5400 AU. Nó cũng là một hệ thống sao đôi với chu kỳ quỹ đạo 5,870 ngày. Hệ thống này có thể có một thành phần thứ năm, ngôi sao KU Librae ở khoảng cách 2.6°, do đó hình thành nên một hệ thống năm ngôi sao phân cấp. KU Lib có cùng một chuyển động tương tự qua không gian với hệ thống Alpha Librae, nhưng bị tách khỏi các ngôi sao khác vào khoảng một parsec. Nó đủ gần để bị ràng buộc về mặt lực hấp dẫn với các thành viên khác, nhưng có một tính kim loại khác biệt về căn bản.